# Миренкова, Рената Григорьевна
Рената Григорьевна Миренкова (20 августа 1926 — 7 декабря 2008) — советский художник-мультипликатор. Участвовала в создании более ста мультфильмов.

## Краткая биография
Рената Григорьевна Миренкова родилась 20 августа 1926 года.
В 1945 году окончила Театральное художественно-техническое училище (ТХТУ). В 1945-46 училась на курсах художников-мультипликаторов при «Союзмультфильме». С 1946 по 1982 год работала на студии.
Скончалась 7 декабря 2008 года в Москве после продолжительной болезни.Похоронена на Ваганьковском кладбище.

## Фильмография
- 1946 — Орлиное перо
- 1947 — Весёлый огород
- 1947 — Путешествие в страну великанов
- 1948 — Кем быть?
- 1949 — Весенняя сказка
- 1949 — Машенькин концерт
- 1949 — Скорая помощь
- 1950 — Волшебный клад
- 1950 — Дудочка и кувшинчик
- 1950 — Сказка о рыбаке и рыбке
- 1951 — Высокая горка
- 1951 — Лесные путешественники
- 1951 — Сказка о мёртвой царевне и о семи богатырях
- 1951 — Таёжная сказка
- 1952 — Зай и Чик
- 1952 — Каштанка
- 1952 — Сармико
- 1953 — Братья Лю
- 1953 — Волшебный магазин
- 1954 — Золотая антилопа
- 1954 — Оранжевое горлышко
- 1954 — Стрела улетает в сказку
- 1955 — Заколдованный мальчик
- 1955 — Мишка-задира
- 1955 — Петушок — золотой гребешок
- 1955 — Снеговик-почтовик: Новогодняя сказка
- 1955 — Стёпа-моряк
- 1956 — В яранге горит огонь
- 1956 — Девочка в джунглях
- 1956 — Кораблик
- 1956 — Палка выручалка
- 1957 — Снежная Королева
- 1957 — Храбрый оленёнок
- 1958 — Золотые колосья
- 1958 — Кошкин дом
- 1958 — Петя и Красная Шапочка
- 1958 — Сказ о Чапаеве
- 1959 — Три дровосека
- 1959 — Легенда о завещании мавра
- 1960 — Золотое пёрышко
- 1960 — Королевские зайцы
- 1960 — Непьющий воробей. Сказка для взрослых
- 1960 — Разные колёса
- 1961 — Дорогая копейка
- 1961 — Ключ
- 1961 — Муравьишка хвастунишка
- 1961 — Семейная хроника
- 1962 — Две сказки
- 1962 — Дикие лебеди
- 1962 — Светлячок № 2
- 1962 — Сказки про чужие краски
- 1963 — Проверьте ваши часы
- 1963 — Бабушкин козлик. Сказка для взрослых
- 1963 — Вот так тигр!
- 1963 — Мы такие мастера
- 1964 — Дюймовочка
- 1964 — Петух и краски
- 1965 — Наргис
- 1965 — Пастушка и трубочист
- 1965 — Лягушка-путешественница
- 1966 — Иван Иваныч заболел...
- 1966 — Про бегемота, который боялся прививок
- 1966 — Самый, самый, самый, самый
- 1966 — Хвосты
- 1967 — Раз, два — дружно!
- 1967 — Сказки для больших и маленьких
- 1967 — Шпионские страсти
- 1968 — Кот, который гулял сам по себе
- 1968 — Малыш и Карлсон
- 1968 — Чуня
- 1968 — Хочу бодаться
- 1969 — Балерина на корабле
- 1969 — В стране невыученных уроков
- 1969 — Девочка и слон
- 1970 — Карлсон вернулся
- 1970 — Сказка сказывается
- 1970 — Это в наших силах
- 1970 — Рассказы старого моряка. Необычайное путешествие
- 1971 — Сердце
- 1971 — Терем-теремок
- 1971 — Чужие следы
- 1972 — Коля, Оля и Архимед
- 1972 — Куда летишь, Витар?
- 1972 — Русские напевы
- 1973 — Василёк
- 1973 — Здоровье начинается дома
- 1973 — Мы с Джеком
- 1973 — Новеллы о космосе
- 1973 — Персей
- 1973 — Шапка-невидимка
- 1974 — Заяц Коська и родничок
- 1974 — Как козлик землю держал
- 1974 — Шёл трамвай десятый номер
- 1975 — Наследство волшебника Бахрама
- 1975 — Верните Рекса
- 1975 — Конёк-Горбунок
- 1975 — Ох и Ах
- 1975 — Я вспоминаю…
- 1976 — Весёлая карусель № 8
- 1976 — Котёнок по имени Гав (выпуск 1)
- 1976 — Переменка № 1
- 1977 — Котёнок по имени Гав (выпуск 2)
- 1977 — Последний лепесток
- 1978 — Дед Мороз и серый волк
- 1978 — Как утёнок-музыкант стал футболистом
- 1978 — Трое из Простоквашино
- 1979 — Волшебное кольцо
- 1979 — Маша и волшебное варенье
- 1980 — Каникулы в Простоквашино
- 1981 — Дорожная сказка
- 1981 — Ничуть не страшно
- 1981 — Пёс в сапогах
- 1981 — Приключения Васи Куролесова
- 1981 — Тайна третьей планеты
- 1981 — Тигрёнок на подсолнухе
- 1987 — Смех и горе у Бела моря
- 1991 — Приключения волшебного глобуса, или Проделки ведьмы